# Čierna
Čierna (hongrois : Ágcsernyő) est un village de Slovaquie situé dans la région de Košice.

## Histoire
Première mention écrite du village en 1214.
La localité fut annexée par la Hongrie après le premier arbitrage de Vienne le 2 novembre 1938. En 1938, on comptait 607 habitants dont 47 d'origines juives. Elle faisait partie du district de Medzibodrožie (hongrois : Bodrogközi járás). Le nom de la localité avant la Seconde Guerre mondiale était Černá/Csernő. Durant la période 1938 - 1944, le nom hongrois Ágcsernyő était d'usage. À la libération, la commune a été réintégrée dans la Tchécoslovaquie reconstituée.

## Démographie

### Évolution de la population
| Année:               | 1994. | 2004.   | 2014.    | 2024.    |
| -------------------- | ----- | ------- | -------- | -------- |
| Nombre de personnes: | 437   | 416     | 467      | 420      |
| Différence:          |       | -4,80 % | +12,25 % | -10,06 % |

| Année:               | 2023. | 2024. |
| -------------------- | ----- | ----- |
| Nombre de personnes: | 420   | 420   |
| Différence:          |       | +0 %  |